# Honanje
Honanje ili vlačno glačanje je vrsta strojne obrade metala. To je kontrolirana, završna, abrazivna obrada koja se provodi na malim brzinama i silama rezanja. Materijal obratka se odstranjuje rezanjem vezanih abrazivnih zrnaca u segmente (kameni za honanje). Pošto je razvoj topline i pritisak pri honanju jako mali moguće, je postići veliku dimenzionalnu i geometrijsku kontrolu točnosti obrade. Najčešće se honanje koristi za finalnu obradu unutarnjih cilindričnih površina (provrta).
Honanje je postupak obrade metala slobodnom oštricom, kojeg karakteriziraju, isto kao i lepanje, male brzine obrade i mali pritisci alata na obradak. Dok su sitni abrazivi kod lepanja slobodni, kod honanja se koriste abrazivi koji su međusobno vezani na alat: kameni za honanje. Alati za honanje se sastoje od držala (trupa alata) i radnog dijela (brusnog kamena za honanje - brusnog segmenta). Brusni segmenti mogu biti spojeni na trup elastično ili kruto.
Kod elastičnog načina spajanja, trup alata je izveden kao elastični spoj, koji pomoću opruge tlači brusne kamene za honanje na stijenku cilindra. Honanje ovakvim alatom ima nedostak – nemogućnost obrade cilindrične rupe, ako prethodna obrada nije precizno izradila rupu. Inače alat prati i napravilnosti unutar rupe. Zato se kod ovih alata upotrebljavaju široki segmenti koji se spajaju na trup vijcima. 
Kod krutog spajanja trupa i segmenata za honanje, koriste se uži segmenti i oni su zalijepljeni za trup.
Pri izvođenju postupka honanja vrlo je bitno da se radna površina oplahuje znatnim količinama sredstava za hlađenje i podmazivanje. Radnu površinu valja hladiti da ne bi došlo do promjene mikrostrukture zbog procesa rekristalizacije i otpuštanja. Osim toga, ispiranjem se odvodi metalna prašina nastala honanjem, te iščupana zrnca s bruseva. Danas su istraživanja na ovom području usmjerena na primjenu novih sredstava za hlađenje i podmazivanje.

## Gdje se upotrebljava
Jedan od najtežih zadataka u obradi odvajanjem čestica je obrada provrta dijametara manjih od 2 mm i hrapavošću manjom od 0,5 μm. Završnim finim bušenjem ili unutarnjim brušenjem moguće je izraditi ove provrte. No, defleksija vretena, varijacija tvrdoće materijala obratka i poteškoće sa stezanjem obratka čine ovaj zadatak vrlo sporim i nesigurnim. Honanjem se ove greške mogu ispraviti pošto se provodi s četvrtastim abrazivnim pločama, koje naliježu cijelom svojom vanjskom površinom na cilindričnu površinu provrta za razliku od brušenja kod kojeg se koriste okrugle brusne ploče, koje su samo u jednom malom dijelu u dodiru s obrađivanom površinom. Honanje je vrlo slično unutrašnjem brušenju, pa je i alat izrađen od istog materijala kao i brusna ploča, ali kod honanja alat vrši sva kretanja: glavno obrtno i posmično pravolinijsko (naprijed-nazad). Honanjem se mogu proizvoditi kvalitete površine hrapavosti i više od 0,1 μm. S honanjem se mogu odstraniti debljine materijala i više od 2 μm. Ipak, ne tipični dodaci za obradu honanjem su od 0,05 do 0,5 mm. 
U većini slučajeva strojevi za honanje su vrlo jednostavni. Najčešće se upotrebljavaju strojevi za honanje koji mogu obrađivati unutarnje promjere od 1,5 do 150 mm. Postoje i specijalni strojevi za honanje koji mogu obrađivati promjere i do 1250 mm. Dužne provrta se kreću od 10 mm do 150 ili 200 mm na malim strojevima pa sve do 600 mm za veće strojeve. Specijalni strojevi za honanje mogu obrađivati promjere dugačke i do 3500 mm.
Postoji još razlika između unutrašnjeg brušenja i honanja:
Za razliku od unutrašnjeg brušenja gdje se dodir ostvaruje samo s jednom lučnom površinom, kod honanja je alat u dodiru s obrađivanom površinom u punom obujmu.
Aktivni dio kontakta alata za honanje iznosi 20-35% ukupnog obujma otvora.
Obodna brzina alata za honanje je manja od obodne brzine brusa, a brzina posmičnog kretanja je veća od posmične brzine unutrašnjeg brušenja.
Zbog manjih obodnih brzina razvija se manje topline, stoga je temperatura obratka uvijek manja.
Da bi se s honanjem postigla što veća točnost izrade obratka potrebno je omogućiti prilagodbu alata obratku. Prilagodbu ostvarujemo odgovarajućim vođenjem alata i obratka. 
Kod honanja zubi na zupčaniku postoje dvije vrste: honanje vanjskih ili honanje unutrašnjih zubi zupčanika. Kvaliteta hrapavosti površine je od N2 do N4. Lasersko honanje je klasično honanje s dodatkom lasera. Postupak se dijeli u tri koraka: predhonanje grubim kamenom, međuhonanje finim kamenom i laserska obrada površine. Kod laserske obrade, laser spaljuje površinu i izrađuje male utore (džepove) osebujne strukture, koja uzrokuje topljenje površine metala, te daljnjom obradom izrađuje vrlo finu površinu.

## Alati za honanje
Alati za honanje izvedeni su iz dva dijela – trupa i brusnog segmenta. Najčešće su brusni segmenti zalijepljeni na trup alata (uži segmenti) i pomični su radijalno radi fine prilagodbe obratku. Alati sa širokim segmentima koriste se za obradu otvora prethodno obrađenih niskom točnošću, gdje se segmenti spajaju za vreteno alata vijcima.
Brusni segmenti mogu biti spojeni s vretenom alata kruto ili gipko. Elastičan spoj se ostvaruje pomoću opruge koja konstantnim tlačenjem segmenta na površinu obratka, zbog čega vremenom otvor postaje sve veći.
Nedostatak ove izvedbe,je da se prethodno ne okrugli otvori ne mogu napraviti okruglima, jer segmenti, naročito uski, prate obrise neravnina. Zbog navedenog alati s elastičnim oslanjanjem segmenata imaju u pravilu široke segmente.
Honanje je slično unutarnjem brušenju. Alat je izrađen od istog materijala, ali sitnije je zrnatosti. Kod brušenja je samo dio alata u zahvatu, dok je kod honanja alat istovremeno u zahvatu sa svim kamenima za honanje. Brzina honanja je manja od brzine brušenja, dok su posmaci honanja puno veći od posmaka kod brušenja. Zbog male brzine honanja ne razvija se toplina pri obradi i nije potrebno nikakvo specijalno hlađenje  – obradak je hladan (kod nekih materijala je ipak potrebno malo hlađenja, npr. honanje čelika ili sivog lijeva hladi se petrolejom ili smjesom petroleja i lakog mineralnog ulja).
Glava za honanje ima tri ili više kamena za honanje, koji se potiskuju istom silom na obrađivanu površinu. Honanjem se proizvode kvaliteta hrapavosti površine u klasama N1 do N4. Dodatak za obradu kreće se od 0,05 do 0,5 mm. Standardni unutarnji promjeri koji se mogu honati su od 1,5 do 150 mm. Duljina posmaka kreće se od 10 do 200 mm na manjim strojevima, dok veći imaju dužinu obrade do 600 mm. Specijalni strojevi mogu honati i promjere preko 1200 mm, s dužinom hoda do 3500 mm. Honanje se određuje prema vrsti abraziva, granulaciji abraziva, tvrdoći kamena za honanje, strukturi i vrsti veziva, vrsti honanja (grubo ili fino), te području korištenja.

## Primjena honanja
Najčešće se honanje koristi za finalnu obradu unutarnjih cilindričnih površina (provrta), pogotovo za košuljicu cilindara motora s unutarnjim izgaranjem. Košuljice cilindara s obzirom na ponašanje u radu i njihov vijek trajanja moraju ispunjavati vrlo visoke zahtjeve.
Prvi cilj honanja je produljenje radnog vijeka košuljica cilindara i klipnih prstena. Radna stanja motora često rezultiraju u povećanju trošenja radne površine košuljica cilindra, te oštećenih i slomljenih klipnih prstena. Danas motori mogu raditi s prosječnom temperaturom radne površine košuljice 250 ºC, a kao posljedica toga je da su klipni prsteni podvrgnuti većim radnim silama, što može brzo rezultirati prekomjernim trošenjem košuljice cilindra. Zbog navedenog, nesavršenosti klizne površine košuljica, uzrokovane tom sredinom,  odnosno trošenjem, mogu biti ispravljene i spriječene honanjem.
Drugi razlog honanja je smanjenje rizika od propuštanja kompresije, trošenja i zaribavanja. Glavni problem jajolikosti i trošenja u gornjem dijelu košuljica zbog rada može biti ispravljen honanjem. Honanjem se osim toga ostvaruje izmrežena radna površina, što je u skladu s preporukama proizvodača motora. Takva izmrežena radna površina služi za lakše održavanje tankog uljnog sloja između košuljice cilindra i klipnih prstena, te time značajno poboljšava smanjenje trošenja klipnih prstena i znatno smanjuje utrošak ulja za podmazivanje.
Treći razlog honanja je smanjene utroška ulja za podmazivanje. Potrošnja mineralnih ulja znatno je manja ako se površina košuljice obradi honanjem pri redovitom servisu motora (remontu).